# Městská část (Praha)
Městská část je v Praze od roku 1990 specifické označení pro samosprávné části města, zřizované statutem hlavního města podle zákona o hlavním městě Praze, obdobné městským částem a městským obvodům, které mohou svými statuty zřizovat podle zákona o obcích statutární města. Kromě Prahy jsou v rámci České republiky samosprávné městské části ještě v Brně a Opavě, tam jsou však zřízeny na základě jiného zákona a spadají pod mírně odlišnou právní úpravu.

## Historie právní úpravy
Městské části v Praze byly jako samosprávné jednotky de facto zřízeny zákonem České národní rady č. 418/1990 Sb., o hlavním městě Praze. Zákon sice nestanovil přímo vznik či ustavení městských částí, nevymezil přímo jejich území a přímo pojem městských částí nedefinoval, ale v přechodných ustanoveních přenesl dosavadní práva a závazky obvodních národních výborů a místních národních výborů v hlavním městě Praze na obvodní a místní úřady městských částí, v nichž bylo sídlo obvodního nebo místního národního výboru, stanovil působnost městských částí a jejich orgánů, a stanovil, že na městské části přechází dosavadní přenesená působnost těchto obvodních a místních národních výborů. Zároveň zákon stanovil podmínky a pravidla pro sloučení sousední obce s hlavním městem Prahou (taková obec by se ze zákona stala novou městskou částí), odloučení okrajové městské části od hlavního města Prahy (taková městská část by se ze zákona stala samostatnou obcí), zřízení nové městské části a změny území městských částí, při kterých nedochází ke vzniku nové městské části (do této kategorie pravděpodobně mělo spadat i případné sloučení či připojení městských částí). Městské části a vymezení jejich území tak vznikly implicitně ze správních obvodů místních a obvodních národních výborů na základě těchto přechodných ustanovení. Zákon sice ukládal hlavnímu městu povinnost přijmout svůj statut, ale zřízení či vymezení městských částí do obsahu statutu podle tohoto zákona nespadalo. Novou městskou část bylo možné zřídit rozhodnutím městského zastupitelstva na základě místního referenda konaného pouze na dotčeném území, změny území městských částí (zřejmě včetně případného slučování) bylo dokonce možno provádět pouhou dohodnou mezi těmito městskými částmi a nepodléhalo souhlasu městského zastupitelstva vůbec.
Nový zákon o hlavním městě Praze, 131/2000 Sb., již výslovně stanovil, že území i názvy městských částí vymezí statut hlavního města. Zákon již výslovně řešil slučování městských částí či připojení městské části k jiné městské části, což nově podmínil i souhlasem městského zastupitelstva, a naopak ze zákona ubyla možnost zřízení nové městské části na stávajícím území města. Tento zákon také sjednotil názvy orgánů městských částí z dosavadních „místních“ a „obvodních“ na úřad, zastupitelstvo a radu městské části, bez ohledu na rozsah její přenesené působnosti a na to, z jakého typu národního výboru byly jejich úřady transformovány. Zákon také výslovně definoval občany městské části.
Zatímco statut vydávaný na základě zákona 418/1990 Sb. byl tvořen mnoha jednotlivými vyhláškami, které formálně byly částmi čí díly statutu, na základě zákona č. 131/2000 Sb. byl již pod číslem 55/2000 Sb. hl. m. Prahy vydán jednotný statut jako jediná vyhláška. Protože však statut upravuje i takové detaily, jako konkrétní výčet majetku svěřeného městským částem, je tato vyhláška velmi často novelizována.

## Právní postavení a působnost
V mnohém je právní postavení městských částí hlavního města Prahy stanoveno obdobně jako postavení městských částí a obvodů ve statutárních městech, avšak ty podléhají jinému zákonu, z čehož mohou plynout dílčí rozdíly.
Do určité míry jsou městské části obdobou obcí, mohou mít také vlastní symboliku (znak a vlajka) a mají také podobné správní orgány, kterými je úřad, zastupitelstvo, rada a starosta městské části. Jejich kompetence a rozsah samosprávy určuje městská vyhláška s názvem statut města. Město může na své městské části delegovat pouze ty pravomoci, které zákon svěřuje jemu jako obci, obci s pověřeným obecním úřadem nebo obci s rozšířenou působností. Přenesenou působnost krajů na městské části přenášet nelze.
Při svých činnostech jednají jménem města a nemohou vydávat obecně závazné vyhlášky a nařízení, město na ně nemůže tuto činnost přenést ani pomocí statutu.
Často se vyskytuje názor, že městské části a městské obvody nemají vlastní právní subjektivitu a jsou pouze orgány či organizačními jednotkami města, resp. nemají právní subjektivitu ve smyslu veřejného práva, avšak mají „vrchnostenskou subjektivitu“. Městské části hlavního města Prahy mají „částečnou (omezenou) právní subjektivitu“ založenou na § 3 odst. 2 zákona č. 131/2000 Sb. – „Městské části v rozsahu stanoveném zákonem a Statutem vystupují v právních vztazích svým jménem a nesou odpovědnost z těchto vztahů vyplývající.“ Městským částem hlavního města Prahy správní soudy právní subjektivitu přiznávají. Rozsudek Nejvyššího správního soudu ze dne 30. října 2008, č. j. 9 Ao 2/2008 - 62, publikovaný pod č. 1766/2009 Sb. NSS , shledal městskou část řádným účastníkem řízení o změně územního plánu. Ve sporu městské části Praha-Křeslice proti hlavnímu městu Praze v roce 2011 třetí senát Nejvyššího správního soudu odmítl dřívější právní názory 9. a 8. senát NSS a odmítl aktivní legitimaci městské části k návrhu na zrušení městské vyhlášky o územním plánu s tím, že „navrhovatel by byl v takovém případě integrální částí odpůrce, přičemž totožnost navrhovatele a odpůrce je nepřijatelná“ a „městské části hlavního města Prahy tedy žádným vlastním majetkem nedisponují, a není proto ani možné, aby byly územním plánem na jakýchkoli svých majetkových právech zkráceny“. Rozšířený senát NSS s názorem 3. senátu nesouhlasil a rozhodl na základě zákona, že městské části mají částečnou způsobilost k právním úkonům (a právní subjektivitu), přičemž se ve výkladu opřel i o skutečnost, že by mohlo pro občany městských částí hlavního města Prahy znamenat určitou nerovnost s občany obcí v ostatních krajích, pokud by městská část hlavního města Prahy právo napadat opatření obecné povahy vydávaná hlavním městem Prahou neměla. Rozšířený senát však také konstatoval, že „nemá pochybnosti o tom, že městské části hlavního města Prahy samy žádný majetek nevlastní, nýbrž jsou toliko v pozici správce majetku hlavního města Prahy jako celku“. Podle usnesení Nejvyššího soudu ČR ze dne 13. prosince 2005 městské části hlavního města Prahy jsou právnickými osobami ve smyslu ustanovení § 18 odst. 2 písm. d) obč. zák., neboť zákon (přestože je za právnické osoby výslovně neoznačuje) jim přiznává vlastnosti, kterými se právnické osoby charakterizují.

## Financování a hospodaření městských částí
Stejně jako hlavní město Praha i každá městská část sama hospodaří s vlastním rozpočtem. Součástí rozpočtu městské části je i financování ze strany hlavního města Prahy, které o výši příspěvku městským částem rozhoduje v rámci městského rozpočtu. Město financuje městské části jak formou příspěvku na obyvatele, tedy podle počtu obyvatel městské části, tak příspěvkem na konkrétní projekty. V roce 2013 z částky okolo 30 000 Kč, které stát ročně přispíval Praze na každého občana, dostávaly městské části pouze zhruba 8 %, z čehož musejí zaplatit chod škol a školek na svém území (k tomu dostávají zvlášť příspěvek na žáka), údržbu zeleně, parků i dětských hřišť, provoz úřadu, údržbu komunikací ve své správě a další náklady. Na investiční akce v některých letech město městským částem nepřispělo vůbec. Přestože okrajové městské části mnohdy mají ve své správě i komunikace, hřbitovy, knihovny či dešťovou kanalizaci, zatímco ve vnitřních městských částech je spravují městské organizace z městského rozpočtu, příspěvek na obyvatele dostávají připojené části města stejný jako vnitřní části města. Městské části dlouhodobě bojují o výši příspěvků ze strany města.

## Členění Prahy
Stejně jako v jiných statutárních městech, ani v hlavním městě Praze zákon nezajišťuje ani nevyžaduje skladebnost samosprávného členění ve vztahu ke členění katastrálnímu (katastrálním územím) ani evidenčnímu (části obce), jehož funkci v Praze ze zákona plní členění katastrální. Do samosprávného členění se tak při zřízení městských částí promítly přesahy některých katastrálních území do více městských obvodů nebo správních obvodů někdejších místních národních výborů. I po vzniku městských částí byly hranice některých městských částí měněny a ne vždy se těmto změnám přizpůsobilo členění katastrální.
K okamžiku zřízení samosprávných částí ke dni komunálních voleb v roce 1990 měla Praha 56 městských částí, v roce 1992 byla z městské části Praha 7 vyčleněna městská část Praha-Troja, čímž počet dosáhl 57. Od té doby žádná městská část nevznikla ani nezanikla, nebyla připojena k Praze ani se neosamostatnila. Několikrát došlo ke změnám hranic městských částí, například v souvislosti s novou výstavbou, urbanistickým členěním území a dopravní dostupností nebo v souladu s přirozenými hraničními liniemi (např. významnými komunikacemi), kterým původní hranice nebyly přizpůsobeny. Mezi nejvýznamnější změny patřilo odtržení Hostivaře z městské části Praha 10 a její připojení k městské části Praha-Horní Měcholupy, která byla přejmenována na Prahu 15, či odtržení jádrové dolní části Sedlce z městské části Praha-Suchdol a její připojení k městské části Praha 6.
V návaznosti na dosavadní třístupňové uspořádání pražských národních výborů i po vzniku městských částí část agendy přenesené působnosti původně vykonávalo především 10 obvodních úřadů městských částí Praha 1 až Praha 10. Již od roku 1988 začala být přenášena část obvodních pravomocí státní správy na některé MNV, nejprve pro MNV Chodov-Jižní Město, později pro Modřany a Jihozápadní Město. Od 1. ledna 1995 se počet takto pověřených úřadů zvýšil na 5 (přibyly Kyje a Horní Měcholupy) a tyto městské části byly přejmenovány na Prahu 11 až 15, kromě nich bylo některými kompetencemi státní správy (např. stavební úřad, živnostenský odbor) v různém rozsahu pověřeno dalších 10 místních úřadů, které však zatím přejmenovány nebyly. V naváznosti na nový zákon o hl. m. Praze od 1. července 2001 nový Statut hl. m. Prahy svěřil rozšířenou přenesenou působnost v jednotném rozšířeném rozsahu 22 městským částem, které mají názvy podle svých správních obvodů (Praha 1 až Praha 22), tj. dalších 7 městských částí bylo přejmenováno. Šlo o ty městské části, kterým již předtím byly některé působnosti v různém rozsahu svěřeny, pouze Praha-Libuš, Praha-Ďáblice a Praha-Zbraslav o rozšířenou přenesenou působnost zcela přišly a zůstala jim jen v základním rozsahu. 35 městských částí zůstalo pojmenováno podle svého hlavního katastrálního území, kde má zpravidla sídlo úřad městské části. Od 1. listopadu 2007 pak byla městská část Praha-Čakovice přeřazena ze správního obvodu Praha 19 (Kbely) pod Prahu 18 (Letňany).
Z hlediska přenesené působnosti tak správní obvody rozšířené působnosti 22 městských částí de facto vytvořily nové členění Prahy na 22 obvodů, neformálně označovaných jen jako „správní obvody“, avšak jednotkami členění města na úrovni okresů zůstalo ze zákona nadále původních 10 obvodů, které jsou také nadále využívané pro územní orientaci.